# Головко Дмитро Федорович
Дмитро́ Фе́дорович Головко́ (нар. 6 листопада 1905, Умань — пом. 29 червня 1978, Київ) — український радянський художник кераміки і педагог; член Спілки радянських художників України з 1948 року, дійсний член Міжнародної академії кераміки у Женеві з 1970 року. Батько художника декоративної кераміки Михайла Головка.

## Біографія
Народився 24 жовтня [6 листопада] 1905 року в місті Умані (нині Черкаська область, Україна). Протягом 1920—1922 років навчався у Школі народного мистецтва імені Тараса Шевченка в Умані; у 1928 році закінчив Технологічний інституту кераміки та скла в Межигір'ї.
Упродовж 1946–1966 років викладав кераміку у Київському училищі прикладного мистецтва. Серед учнів Ілля Дяченко, Василь Духота, Валерій Протор'єв, Надія Протор'єва.
Жив у Києві, в будинку на вулиці Добрий Шлях, Помер у Києві 29 червня 1978 року. Похований у Києві на Байковому кладовищі.

## Творчість
Працював в галузі декоративного мистецтва (художня кераміка). Серед робіт:
- гончарська декоративна скульптура: леви, барани, козли, олені (1922—1969);
- декоративний посуд у народних традиціях: вази, барила, куманці (1922—1969);
- дитячі іграшки (1922—1969).

Брав участь у виставках з 1924 року, республіканських з 1927 року, всесоюзних з 1923 року, зарубіжних з 1956 року.
Окремі роботи майстра зберігаються в Національному музеї українського народного декоративного мистецтва в Києві, Уманському краєзнавчому музеї.

## Відзнаки
золоті медалі
- Міжнародної виставки сучасної кераміки у Празі (1962);
- XXVII Міжнародного конкурсу художньої кераміки у Фаенці (1969);

почесні звання СРСР
- Заслужений майстер народної творчості УРСР з 1960 року;
- Народний художник УРСР з 1972 року.